# Karel August Willem Nicolaas van Saksen-Weimar-Eisenach

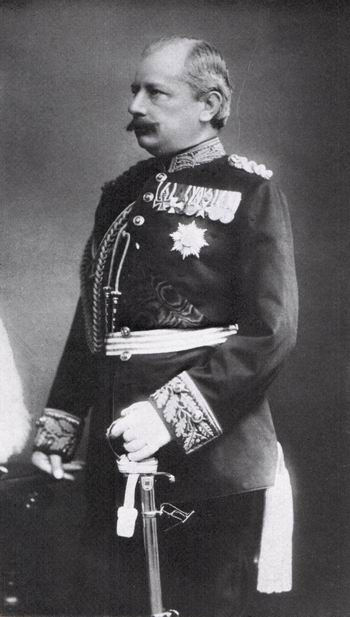
Karel August

Karel August Willem Nicolaas Alexander Michael Bernhard Hendrik Frederik Stefan (Weimar, 31 juli 1844 – Roquebrune-Cap-Martin, 20 november 1894) was de zoon van groothertog Karel Alexander van Saksen-Weimar-Eisenach en prinses Sophie van Oranje-Nassau. Zijn moeder was de dochter van Willem II, koning der Nederlanden, en tot haar dood de opvolgster van de minderjarige koningin Wilhelmina indien haar en/of haar moeder iets zou overkomen.
Doordat Karel August voor zijn vader kwam te overlijden, werd zijn oudste zoon Willem Ernst in 1894 troonopvolger en in 1901 groothertog van Saksen-Weimar-Eisenach.

## Huwelijk en kinderen

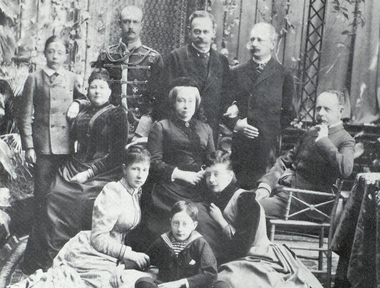
Karel August (zittend rechts) met zijn ouders, vrouw, kinderen, zussen en zwagers (omstreeks 1887)

Karel August trouwde in 1873 te Friedrichshafen met zijn achternicht Pauline van Saksen-Weimar-Eisenach (25 juli 1852 - 17 mei 1904). Zij kregen twee zonen:
- Willem Ernst (1876-1923), gehuwd met Caroline Reuss en later met Feodora van Saksen-Meiningen
- Bernard (1878-1900)

Omdat de dynastie van Oranje in Nederland aan een zijden draadje hing, en de nakomelingen van zijn moeder weleens de troon konden erven, sprak hij evenals zijn zussen en vader vloeiend Nederlands.

## Kwartierstaat
| Karel August van Saksen-Weimar-Eisenach (1757-1828) | Karel August van Saksen-Weimar-Eisenach (1757-1828) | Karel August van Saksen-Weimar-Eisenach (1757-1828) | Karel August van Saksen-Weimar-Eisenach (1757-1828) | Karel August van Saksen-Weimar-Eisenach (1757-1828)   | Karel August van Saksen-Weimar-Eisenach (1757-1828)   | Louise van Hessen-Darmstadt (1757-1830)               | Louise van Hessen-Darmstadt (1757-1830)               | Louise van Hessen-Darmstadt (1757-1830)               | Louise van Hessen-Darmstadt (1757-1830)               | Louise van Hessen-Darmstadt (1757-1830)                | Louise van Hessen-Darmstadt (1757-1830)                |                                                                     |                                                                     | Paul I van Rusland (1754-1801)                                      | Paul I van Rusland (1754-1801)                                      | Paul I van Rusland (1754-1801)                                      | Paul I van Rusland (1754-1801)                                      | Paul I van Rusland (1754-1801)         | Paul I van Rusland (1754-1801)         | Sophia Dorothea Augusta Louisa van Württemberg (1759-1828)           | Sophia Dorothea Augusta Louisa van Württemberg (1759-1828)           | Sophia Dorothea Augusta Louisa van Württemberg (1759-1828)           | Sophia Dorothea Augusta Louisa van Württemberg (1759-1828)           | Sophia Dorothea Augusta Louisa van Württemberg (1759-1828)           | Sophia Dorothea Augusta Louisa van Württemberg (1759-1828)           |  |  | Willem I der Nederlanden (1772–1843)                               | Willem I der Nederlanden (1772–1843)                               | Willem I der Nederlanden (1772–1843)                               | Willem I der Nederlanden (1772–1843)                               | Willem I der Nederlanden (1772–1843)                               | Willem I der Nederlanden (1772–1843)                               | Wilhelmina van Pruisen (1774-1837)    | Wilhelmina van Pruisen (1774-1837)    | Wilhelmina van Pruisen (1774-1837)               | Wilhelmina van Pruisen (1774-1837)               | Wilhelmina van Pruisen (1774-1837)               | Wilhelmina van Pruisen (1774-1837)               |                                                  |                                                  | Paul I van Rusland (1754-1801)       | Paul I van Rusland (1754-1801)       | Paul I van Rusland (1754-1801)        | Paul I van Rusland (1754-1801)        | Paul I van Rusland (1754-1801)        | Paul I van Rusland (1754-1801)        | Sophia Dorothea Augusta Louisa van Württemberg (1759-1828) | Sophia Dorothea Augusta Louisa van Württemberg (1759-1828) | Sophia Dorothea Augusta Louisa van Württemberg (1759-1828) | Sophia Dorothea Augusta Louisa van Württemberg (1759-1828) | Sophia Dorothea Augusta Louisa van Württemberg (1759-1828) | Sophia Dorothea Augusta Louisa van Württemberg (1759-1828) |  |  |  |  |  |  |  |  |  |  |  |  |  |  |  |  |  |  |  |  |  |  |  |  |  |  |  |  |  |  |  |  |  |  |  |  |  |  |  |  |  |  |  |  |  |  |  |  |
| Karel August van Saksen-Weimar-Eisenach (1757-1828) | Karel August van Saksen-Weimar-Eisenach (1757-1828) | Karel August van Saksen-Weimar-Eisenach (1757-1828) | Karel August van Saksen-Weimar-Eisenach (1757-1828) | Karel August van Saksen-Weimar-Eisenach (1757-1828)   | Karel August van Saksen-Weimar-Eisenach (1757-1828)   | Louise van Hessen-Darmstadt (1757-1830)               | Louise van Hessen-Darmstadt (1757-1830)               | Louise van Hessen-Darmstadt (1757-1830)               | Louise van Hessen-Darmstadt (1757-1830)               | Louise van Hessen-Darmstadt (1757-1830)                | Louise van Hessen-Darmstadt (1757-1830)                |                                                                     |                                                                     | Paul I van Rusland (1754-1801)                                      | Paul I van Rusland (1754-1801)                                      | Paul I van Rusland (1754-1801)                                      | Paul I van Rusland (1754-1801)                                      | Paul I van Rusland (1754-1801)         | Paul I van Rusland (1754-1801)         | Sophia Dorothea Augusta Louisa van Württemberg (1759-1828)           | Sophia Dorothea Augusta Louisa van Württemberg (1759-1828)           | Sophia Dorothea Augusta Louisa van Württemberg (1759-1828)           | Sophia Dorothea Augusta Louisa van Württemberg (1759-1828)           | Sophia Dorothea Augusta Louisa van Württemberg (1759-1828)           | Sophia Dorothea Augusta Louisa van Württemberg (1759-1828)           |  |  | Willem I der Nederlanden (1772–1843)                               | Willem I der Nederlanden (1772–1843)                               | Willem I der Nederlanden (1772–1843)                               | Willem I der Nederlanden (1772–1843)                               | Willem I der Nederlanden (1772–1843)                               | Willem I der Nederlanden (1772–1843)                               | Wilhelmina van Pruisen (1774-1837)    | Wilhelmina van Pruisen (1774-1837)    | Wilhelmina van Pruisen (1774-1837)               | Wilhelmina van Pruisen (1774-1837)               | Wilhelmina van Pruisen (1774-1837)               | Wilhelmina van Pruisen (1774-1837)               |                                                  |                                                  | Paul I van Rusland (1754-1801)       | Paul I van Rusland (1754-1801)       | Paul I van Rusland (1754-1801)        | Paul I van Rusland (1754-1801)        | Paul I van Rusland (1754-1801)        | Paul I van Rusland (1754-1801)        | Sophia Dorothea Augusta Louisa van Württemberg (1759-1828) | Sophia Dorothea Augusta Louisa van Württemberg (1759-1828) | Sophia Dorothea Augusta Louisa van Württemberg (1759-1828) | Sophia Dorothea Augusta Louisa van Württemberg (1759-1828) | Sophia Dorothea Augusta Louisa van Württemberg (1759-1828) | Sophia Dorothea Augusta Louisa van Württemberg (1759-1828) |  |  |  |  |  |  |  |  |  |  |  |  |  |  |  |  |  |  |  |  |  |  |  |  |  |  |  |  |  |  |  |  |  |  |  |  |  |  |  |  |  |  |  |  |  |  |  |  |
|                                                     |                                                     |                                                     |                                                     |                                                       |                                                       |                                                       |                                                       |                                                       |                                                       |                                                        |                                                        |                                                                     |                                                                     |                                                                     |                                                                     |                                                                     |                                                                     |                                        |                                        |                                                                      |                                                                      |                                                                      |                                                                      |                                                                      |                                                                      |  |  |                                                                    |                                                                    |                                                                    |                                                                    |                                                                    |                                                                    |                                       |                                       |                                                  |                                                  |                                                  |                                                  |                                                  |                                                  |                                      |                                      |                                       |                                       |                                       |                                       |                                                            |                                                            |                                                            |                                                            |                                                            |                                                            |  |  |  |  |  |  |  |  |  |  |  |  |  |  |  |  |  |  |  |  |  |  |  |  |  |  |  |  |  |  |  |  |  |  |  |  |  |  |  |  |  |  |  |  |  |  |  |  |
|                                                     |                                                     |                                                     |                                                     | Karel Frederik van Saksen-Weimar-Eisenach (1783-1853) | Karel Frederik van Saksen-Weimar-Eisenach (1783-1853) | Karel Frederik van Saksen-Weimar-Eisenach (1783-1853) | Karel Frederik van Saksen-Weimar-Eisenach (1783-1853) | Karel Frederik van Saksen-Weimar-Eisenach (1783-1853) | Karel Frederik van Saksen-Weimar-Eisenach (1783-1853) |                                                        |                                                        |                                                                     |                                                                     |                                                                     |                                                                     | Maria Pavlovna van Rusland (1786-1859)                              | Maria Pavlovna van Rusland (1786-1859)                              | Maria Pavlovna van Rusland (1786-1859) | Maria Pavlovna van Rusland (1786-1859) | Maria Pavlovna van Rusland (1786-1859)                               | Maria Pavlovna van Rusland (1786-1859)                               |                                                                      |                                                                      |                                                                      |                                                                      |  |  |                                                                    |                                                                    |                                                                    |                                                                    | Willem II der Nederlanden (1792-1849)                              | Willem II der Nederlanden (1792-1849)                              | Willem II der Nederlanden (1792-1849) | Willem II der Nederlanden (1792-1849) | Willem II der Nederlanden (1792-1849)            | Willem II der Nederlanden (1792-1849)            |                                                  |                                                  |                                                  |                                                  |                                      |                                      | Anna Paulowna van Rusland (1795-1865) | Anna Paulowna van Rusland (1795-1865) | Anna Paulowna van Rusland (1795-1865) | Anna Paulowna van Rusland (1795-1865) | Anna Paulowna van Rusland (1795-1865)                      | Anna Paulowna van Rusland (1795-1865)                      |                                                            |                                                            |                                                            |                                                            |  |  |  |  |  |  |  |  |  |  |  |  |  |  |  |  |  |  |  |  |  |  |  |  |  |  |  |  |  |  |  |  |  |  |  |  |  |  |  |  |  |  |  |  |  |  |  |  |
|                                                     |                                                     |                                                     |                                                     | Karel Frederik van Saksen-Weimar-Eisenach (1783-1853) | Karel Frederik van Saksen-Weimar-Eisenach (1783-1853) | Karel Frederik van Saksen-Weimar-Eisenach (1783-1853) | Karel Frederik van Saksen-Weimar-Eisenach (1783-1853) | Karel Frederik van Saksen-Weimar-Eisenach (1783-1853) | Karel Frederik van Saksen-Weimar-Eisenach (1783-1853) |                                                        |                                                        |                                                                     |                                                                     |                                                                     |                                                                     | Maria Pavlovna van Rusland (1786-1859)                              | Maria Pavlovna van Rusland (1786-1859)                              | Maria Pavlovna van Rusland (1786-1859) | Maria Pavlovna van Rusland (1786-1859) | Maria Pavlovna van Rusland (1786-1859)                               | Maria Pavlovna van Rusland (1786-1859)                               |                                                                      |                                                                      |                                                                      |                                                                      |  |  |                                                                    |                                                                    |                                                                    |                                                                    | Willem II der Nederlanden (1792-1849)                              | Willem II der Nederlanden (1792-1849)                              | Willem II der Nederlanden (1792-1849) | Willem II der Nederlanden (1792-1849) | Willem II der Nederlanden (1792-1849)            | Willem II der Nederlanden (1792-1849)            |                                                  |                                                  |                                                  |                                                  |                                      |                                      | Anna Paulowna van Rusland (1795-1865) | Anna Paulowna van Rusland (1795-1865) | Anna Paulowna van Rusland (1795-1865) | Anna Paulowna van Rusland (1795-1865) | Anna Paulowna van Rusland (1795-1865)                      | Anna Paulowna van Rusland (1795-1865)                      |                                                            |                                                            |                                                            |                                                            |  |  |  |  |  |  |  |  |  |  |  |  |  |  |  |  |  |  |  |  |  |  |  |  |  |  |  |  |  |  |  |  |  |  |  |  |  |  |  |  |  |  |  |  |  |  |  |  |
|                                                     |                                                     |                                                     |                                                     |                                                       |                                                       |                                                       |                                                       |                                                       |                                                       | Karel Alexander van Saksen-Weimar-Eisenach (1818-1901) | Karel Alexander van Saksen-Weimar-Eisenach (1818-1901) | Karel Alexander van Saksen-Weimar-Eisenach (1818-1901)              | Karel Alexander van Saksen-Weimar-Eisenach (1818-1901)              | Karel Alexander van Saksen-Weimar-Eisenach (1818-1901)              | Karel Alexander van Saksen-Weimar-Eisenach (1818-1901)              |                                                                     |                                                                     |                                        |                                        |                                                                      |                                                                      |                                                                      |                                                                      |                                                                      |                                                                      |  |  |                                                                    |                                                                    |                                                                    |                                                                    |                                                                    |                                                                    |                                       |                                       |                                                  |                                                  | Sophie van Oranje-Nassau (1824-1897)             | Sophie van Oranje-Nassau (1824-1897)             | Sophie van Oranje-Nassau (1824-1897)             | Sophie van Oranje-Nassau (1824-1897)             | Sophie van Oranje-Nassau (1824-1897) | Sophie van Oranje-Nassau (1824-1897) |                                       |                                       |                                       |                                       |                                                            |                                                            |                                                            |                                                            |                                                            |                                                            |  |  |  |  |  |  |  |  |  |  |  |  |  |  |  |  |  |  |  |  |  |  |  |  |  |  |  |  |  |  |  |  |  |  |  |  |  |  |  |  |  |  |  |  |  |  |  |  |
|                                                     |                                                     |                                                     |                                                     |                                                       |                                                       |                                                       |                                                       |                                                       |                                                       | Karel Alexander van Saksen-Weimar-Eisenach (1818-1901) | Karel Alexander van Saksen-Weimar-Eisenach (1818-1901) | Karel Alexander van Saksen-Weimar-Eisenach (1818-1901)              | Karel Alexander van Saksen-Weimar-Eisenach (1818-1901)              | Karel Alexander van Saksen-Weimar-Eisenach (1818-1901)              | Karel Alexander van Saksen-Weimar-Eisenach (1818-1901)              |                                                                     |                                                                     |                                        |                                        |                                                                      |                                                                      |                                                                      |                                                                      |                                                                      |                                                                      |  |  |                                                                    |                                                                    |                                                                    |                                                                    |                                                                    |                                                                    |                                       |                                       |                                                  |                                                  | Sophie van Oranje-Nassau (1824-1897)             | Sophie van Oranje-Nassau (1824-1897)             | Sophie van Oranje-Nassau (1824-1897)             | Sophie van Oranje-Nassau (1824-1897)             | Sophie van Oranje-Nassau (1824-1897) | Sophie van Oranje-Nassau (1824-1897) |                                       |                                       |                                       |                                       |                                                            |                                                            |                                                            |                                                            |                                                            |                                                            |  |  |  |  |  |  |  |  |  |  |  |  |  |  |  |  |  |  |  |  |  |  |  |  |  |  |  |  |  |  |  |  |  |  |  |  |  |  |  |  |  |  |  |  |  |  |  |  |
|                                                     |                                                     |                                                     |                                                     |                                                       |                                                       |                                                       |                                                       |                                                       |                                                       |                                                        |                                                        |                                                                     |                                                                     |                                                                     |                                                                     |                                                                     |                                                                     |                                        |                                        |                                                                      |                                                                      |                                                                      |                                                                      |                                                                      |                                                                      |  |  |                                                                    |                                                                    |                                                                    |                                                                    |                                                                    |                                                                    |                                       |                                       |                                                  |                                                  |                                                  |                                                  |                                                  |                                                  |                                      |                                      |                                       |                                       |                                       |                                       |                                                            |                                                            |                                                            |                                                            |                                                            |                                                            |  |  |  |  |  |  |  |  |  |  |  |  |  |  |  |  |  |  |  |  |  |  |  |  |  |  |  |  |  |  |  |  |  |  |  |  |  |  |  |  |  |  |  |  |  |  |  |  |
|                                                     |                                                     |                                                     |                                                     |                                                       |                                                       |                                                       |                                                       |                                                       |                                                       |                                                        |                                                        |                                                                     |                                                                     |                                                                     |                                                                     |                                                                     |                                                                     |                                        |                                        |                                                                      |                                                                      |                                                                      |                                                                      |                                                                      |                                                                      |  |  |                                                                    |                                                                    |                                                                    |                                                                    |                                                                    |                                                                    |                                       |                                       |                                                  |                                                  |                                                  |                                                  |                                                  |                                                  |                                      |                                      |                                       |                                       |                                       |                                       |                                                            |                                                            |                                                            |                                                            |                                                            |                                                            |  |  |  |  |  |  |  |  |  |  |  |  |  |  |  |  |  |  |  |  |  |  |  |  |  |  |  |  |  |  |  |  |  |  |  |  |  |  |  |  |  |  |  |  |  |  |  |  |
|                                                     |                                                     |                                                     |                                                     |                                                       |                                                       |                                                       |                                                       |                                                       |                                                       |                                                        |                                                        | Karel August Willem Nicolaas van Saksen-Weimar-Eisenach (1844-1894) | Karel August Willem Nicolaas van Saksen-Weimar-Eisenach (1844-1894) | Karel August Willem Nicolaas van Saksen-Weimar-Eisenach (1844-1894) | Karel August Willem Nicolaas van Saksen-Weimar-Eisenach (1844-1894) | Karel August Willem Nicolaas van Saksen-Weimar-Eisenach (1844-1894) | Karel August Willem Nicolaas van Saksen-Weimar-Eisenach (1844-1894) |                                        |                                        | Marie Anna Alexandrine Sophie van Saksen-Weimar-Eisenach (1849-1922) | Marie Anna Alexandrine Sophie van Saksen-Weimar-Eisenach (1849-1922) | Marie Anna Alexandrine Sophie van Saksen-Weimar-Eisenach (1849-1922) | Marie Anna Alexandrine Sophie van Saksen-Weimar-Eisenach (1849-1922) | Marie Anna Alexandrine Sophie van Saksen-Weimar-Eisenach (1849-1922) | Marie Anna Alexandrine Sophie van Saksen-Weimar-Eisenach (1849-1922) |  |  | Maria Anna Sophia Elisabeth van Saksen-Weimar-Eisenach (1851-1859) | Maria Anna Sophia Elisabeth van Saksen-Weimar-Eisenach (1851-1859) | Maria Anna Sophia Elisabeth van Saksen-Weimar-Eisenach (1851-1859) | Maria Anna Sophia Elisabeth van Saksen-Weimar-Eisenach (1851-1859) | Maria Anna Sophia Elisabeth van Saksen-Weimar-Eisenach (1851-1859) | Maria Anna Sophia Elisabeth van Saksen-Weimar-Eisenach (1851-1859) |                                       |                                       | Elisabeth van Saksen-Weimar-Eisenach (1854-1908) | Elisabeth van Saksen-Weimar-Eisenach (1854-1908) | Elisabeth van Saksen-Weimar-Eisenach (1854-1908) | Elisabeth van Saksen-Weimar-Eisenach (1854-1908) | Elisabeth van Saksen-Weimar-Eisenach (1854-1908) | Elisabeth van Saksen-Weimar-Eisenach (1854-1908) |                                      |                                      |                                       |                                       |                                       |                                       |                                                            |                                                            |                                                            |                                                            |                                                            |                                                            |  |  |  |  |  |  |  |  |  |  |  |  |  |  |  |  |  |  |  |  |  |  |  |  |  |  |  |  |  |  |  |  |  |  |  |  |  |  |  |  |  |  |  |  |  |  |  |  |